# Scaligeria setacea
Scaligeria setacea là một loài thực vật có hoa trong họ Hoa tán. Loài này được (Schrenk) Korovin miêu tả khoa học đầu tiên năm 1926.